# Самойленко, Анна Евгеньевна
Анна Евгеньевна Самойленко (род. 21 января 1999, Краснодар, Россия) — российская футболистка, защитник и полузащитник.
Есть сестра-близнец, Диана. Играла на позиции защитника за «Кубаночку».

## Биография
Родилась 21 января 1999 года в городе Краснодар. Занималась футболом в ДЮСШ № 9 (Краснодар). Первый тренер — Татьяна Геннадьевна Евсеева. Также занималась в краснодарском «Центре спортивной подготовки № 4».
Играла за сборные России до 17 и до 19 лет.
С 2014 года выступала за молодёжную и основную команды клуба «Кубаночка» из Краснодара. Играла на позиции нападающего. В 2015 году также была в заявке клуба второго дивизиона «Магнолия» (Новотитаровская).
В августе 2017 года перешла в «Енисей» из Красноярска. В чемпионате России 2017 сыграла за команду 7 матчей. В сезоне 2018 сыграла 14 матчей в чемпионате.
В 2019 году перешла в «Торпедо» (Ижевск). В сезоне 2019 сыграла 9 матчей в чемпионате.

## Клубная статистика
по состоянию на 17 декабря 2019
| Выступление      | Выступление      | Выступление      | Чемпионат | Чемпионат | Кубки | Кубки | Еврокубки | Еврокубки | Прочие | Прочие | Итого | Итого |
| Клуб             | Лига             | Сезон            | Игры      | Голы      | Игры  | Голы  | Игры      | Голы      | Игры   | Голы   | Игры  | Голы  |
| ---------------- | ---------------- | ---------------- | --------- | --------- | ----- | ----- | --------- | --------- | ------ | ------ | ----- | ----- |
| Енисей           | Высший дивизион  | 2017             | 7         | 0         | 0     | 0     | 0         | 0         | 0      | 0      | 7     | 0     |
| Енисей           | Высший дивизион  | 2018             | 14        | 0         | 0     | 0     | 0         | 0         | 0      | 0      | 14    | 0     |
| Енисей           | Итого            | Итого            | 21        | 0         | 0     | 0     | 0         | 0         | 0      | 0      | 21    | 0     |
| Торпедо (Ижевск) | Высший дивизион  | 2019             | 9         | 0         | 0     | 0     | 0         | 0         | 0      | 0      | 9     | 0     |
| Торпедо (Ижевск) | Итого            | Итого            | 9         | 0         | 0     | 0     | 0         | 0         | 0      | 0      | 9     | 0     |
| Всего за карьеру | Всего за карьеру | Всего за карьеру | 30        | 0         | 0     | 0     | 0         | 0         | 0      | 0      | 30    | 0     |